# نسل خورشید
نسل خورشید (انگلیسی: Descendants of the Sun؛‏ کره‌ای: 태양의 후예) یک مجموعه تلویزیونی محصول کره جنوبی سال ۲۰۱۶ با بازی سونگ جونگ کی، سونگ هه کیو، جین گو و کیم جی وون است. این مجموعه از ۲۴ فوریه تا ۱۴ آوریل ۲۰۱۶، روزهای چهارشنبه و پنجشنبه از کی‌بی‌اس۲ بپخش شد. پس از آن کی‌بی‌اس سه قسمت ویژهٔ دیگر از ۲۰ آوریل تا ۲۲ آوریل ۲۰۱۶ پخش کرد که حاوی روند تولید مجموعه، فیلم‌های پشت صحنه، تفسیرهای بازیگران اصلی و سخن پایانی بود.
این مجموعه در کره جنوبی به موفقیت بزرگی رسید جایی که بیشترین سهم مخاطب یعنی ۳۸٫۸٪ را داشت. همچنین جوایز متعددی مانند جایزه بزرگ (دسانگ) در بخش تلویزیون در پنجاه و دومین دورهٔ جوایز هنری بکسانگ دریافت کرده‌است و از طرف کوریا ادورزیتینگ برادکستینگ کورپوریشن به عنوان محبوب‌ترین نمایش سال انتخاب شد.
این مجموعه در سراسر آسیا پخش شد که محبوبیت بسیار زیادی داشت، و به عنوان عاملی برای افزایش گردشگری به کره شناخته شده‌است. اقتباس‌های محلی در فیلیپین و ویتنام پخش شده‌است و فیلم اقتباسی در چین برنامه‌ریزی شده‌است. همچنین بازیگران این مجموعه مورد توجه بین‌المللی قرار گرفتند.

## بازیگران

### اصلی
- سونگ جونگ کی در نقش یو شی جین (نام مستعار رئیس بزرگ)
- سونگ هه کیو در نقش دکتر کانگ مو یون (نام مستعار Beauty and Pretty one)
- جین گو در نقش سو ده یونگ (نام مستعار گرگ)
- کیم جی وون در نقش یون میونگ جو

### دوره‌ای

#### اعضای تیم آلفا
- پارک هون در نقش چوی وو گیون (آلن چوی) (نام مستعار اسنوپی) – کارشناس بمب و تنها فرد متأهل تیم آلفا
- چوی وونگ در نقش گونگ چول هو (بنجو گونگ) (نام مستعار هری پاتر)
- آن بو هیون در نقش لیم گوانگ نام (رندی لیم) (نام مستعار پیکولو)

#### اعضای تیم پزشکی بیمارستان هه‌سونگ
- اونیو در نقش لی چی هون (رزیدنت سال اول جراحی قفسه سینه) (نام مستعار فضایی خوشتیپ)
- لی سونگ جون در نقش سونگ سانگ هیون (جراح عمومی)
- سو جونگ یون در نقش ها جا ئه (پرستار ارشد اورژانس) (نام مستعار خانم بی)
- پارک هوان هی در نقش چوی مین جی (پرستار اورژانس)

#### افراد در بیمارستان هه‌سونگ
- هیون جیو نی در نقش پیو جی سو (متخصص آسیب‌شناسی)
- ته این هو در نقش هان سوک وون (رئیس بیمارستان هه‌سونگ)
- پارک آه این در نقش کیم اون جی (جراح قلب و سینه)
- جو وو ری در نقش جانگ هی اون، (رزیدنت سال اول هوش‌بری و همسر دکتر لی چی هون)

#### ارتش ته بک
- کانگ شین ایل در نقش یون گیل جون (نام مستعار ببر زرد) (پدر یونگ میونگ جو)
- کیم بیونگ چول در نقش پارک بیونگ سو
- کیم مین سوک در نقش کیم گی بوم

#### منطقه اوروک
- چو ته کوان در نقش دنیل اسپنسر (پزشک تیم اورژانس صلح‌طلب)
- جون سو جین در نقش ری یه هوا (پرستار تیم اورژانس صلح‌طلب)
- دیوید لی مک‌اینس در نقش دیوید آرگوس
- دین داسون در نقش رئیس پلیس (رئیس پلیس ته بک)
- جو جه یون در نقش جین یونگ سو (مدیر ارشد شرکت برق اوروک)
- لی یی کیونگ در نقش کانگ مین جه
- زیون بارتو در نقش فاطیما
- Elena Zhernovaya در نقش ولنتاین
- دیوید پایپس در نقش مارتین (خبرنگار ورلد تایمز)
- جی سونگ هیون در نقش آن جونگ جون
- کواک این جون در نقش لی هان سو (وزیر امور خارجه)
- جویی آلبرایت در نقش عضو نیروی دلتا ارتش آمریکا

### حضور افتخاری
- لی کوانگ سو در نقش اپراتور بازی تیراندازی (قسمت ۱)
- لی جونگ هیوک در نقش کاپیتان کیم جین سوک (قسمت ۲، ۵، ۱۰، ۱۵)
- متیو دوما پدر جون سومی در نقش جردن (قسمت ۲، ۱۰، ۱۲)
- جونگ جی وون در نقش گوینده تلویزیون (قسمت ۲)
- پارک ته وون در نقش گوینده تلویزیون (قسمت ۲)
- ریو هوا یونگ در نقش دوست‌دختر سابق سو ده یونگ (قسمت ۴)
- جون این تک در نقش یو یونگ گیون (قسمت ۶، ۷، ۱۵، ۱۶)
- پارک جون گوم در نقش مادر لی چی هون (قسمت ۷، ۱۱)
- یو آه این در نقش اوم هونگ شیک (قسمت ۱۳)
- نام کی ئه در نقش مادر کانگ مو یون (قسمت ۱۳)
- لی جه یونگ در نقش چوی جی هو
- رد ولوت در نقش خودشان (قسمت ۱۶)

## آمار بینندگان
در جدول زیر،  اعداد آبی کمترین رتبه را دارند و  اعداد قرمز بالاترین رتبه را نشان می‌دهند.
| قسمت      | تاریخ پخش اصلی | میانگین سهم مخاطب | میانگین سهم مخاطب | میانگین سهم مخاطب | میانگین سهم مخاطب |
| قسمت      | تاریخ پخش اصلی | TNmS              | TNmS              | AGB Nielsen       | AGB Nielsen       |
| قسمت      | تاریخ پخش اصلی | سراسر کشور        | سئول              | سراسر کشور        | سئول              |
| --------- | -------------- | ----------------- | ----------------- | ----------------- | ----------------- |
| ۱         | ۲۴ فوریه ۲۰۱۶  | ۱۲٫۶٪ (هفتم)      | ۱۲٫۷٪ (چهارم)     | ۱۴٫۳٪ (چهارم)     | ۱۴٫۴٪ (چهارم)     |
| ۲         | ۲۵ فوریه ۲۰۱۶  | ۱۳٫۵٪ (ششم)       | ۱۴٫۵٪ (چهارم)     | ۱۵٫۵٪ (سوم)       | ۱۶٫۰٪ (چهارم)     |
| ۳         | ۲ مارس ۲۰۱۶    | ۲۱٫۸٪ (دوم)       | ۲۲٫۷٪ (اول)       | ۲۳٫۴٪ (دوم)       | ۲۴٫۶٪ (دوم)       |
| ۴         | ۳ مارس ۲۰۱۶    | ۲۲٫۹٪ (دوم)       | ۲۳٫۵٪ (دوم)       | ۲۴٫۱٪ (دوم)       | ۲۵٫۱٪ (دوم)       |
| ۵         | ۹ مارس ۲۰۱۶    | ۲۴٫۶٪ (دوم)       | ۲۶٫۳٪ (اول)       | ۲۷٫۴٪ (اول)       | ۲۹٫۲٪ (اول)       |
| ۶         | ۱۰ مارس ۲۰۱۶   | ۲۵٫۴٪ (دوم)       | ۲۷٫۶٪ (اول)       | ۲۸٫۵٪ (اول)       | ۲۹٫۸٪ (اول)       |
| ۷         | ۱۶ مارس ۲۰۱۶   | ۲۷٫۰٪ (دوم)       | ۲۸٫۹٪ (اول)       | ۲۸٫۳٪ (اول)       | ۳۰٫۱٪ (اول)       |
| ۸         | ۱۷ مارس ۲۰۱۶   | ۲۵٫۹٪ (دوم)       | ۲۸٫۷٪ (اول)       | ۲۸٫۸٪ (اول)       | ۳۰٫۵٪ (اول)       |
| ۹         | ۲۳ مارس ۲۰۱۶   | ۲۹٫۷٪ (اول)       | ۳۲٫۳٪ (اول)       | ۳۰٫۴٪ (اول)       | ۳۱٫۰٪ (اول)       |
| ۱۰        | ۲۴ مارس ۲۰۱۶   | ۲۸٫۸٪ (اول)       | ۳۱٫۰٪ (اول)       | ۳۱٫۶٪ (اول)       | ۳۳٫۳٪ (اول)       |
| ۱۱        | ۳۰ مارس ۲۰۱۶   | ۲۹٫۱٪ (اول)       | ۳۱٫۳٪ (اول)       | ۳۱٫۹٪ (اول)       | ۳۳٫۵٪ (اول)       |
| ۱۲        | ۳۱ مارس ۲۰۱۶   | ۳۱٫۱٪ (اول)       | ۳۳٫۹٪ (اول)       | ۳۳٫۰٪ (اول)       | ۳۴٫۳٪ (اول)       |
| ۱۳        | ۶ آوریل ۲۰۱۶   | ۳۰٫۴٪ (اول)       | ۳۳٫۷٪ (اول)       | ۳۳٫۵٪ (اول)       | ۳۵٫۰٪ (اول)       |
| ۱۴        | ۷ آوریل ۲۰۱۶   | ۳۱٫۱٪ (اول)       | ۳۳٫۵٪ (اول)       | ۳۳٫۰٪ (اول)       | ۳۵٫۶٪ (اول)       |
| ۱۵        | ۱۳ آوریل ۲۰۱۶  | ۳۱٫۱٪ (اول)       | ۳۵٫۶٪ (اول)       | ۳۴٫۸٪ (اول)       | ۳۷٫۵٪ (اول)       |
| ۱۶        | ۱۴ آوریل ۲۰۱۶  | ۳۵٫۳٪ (اول)       | ۴۰٫۵٪ (اول)       | ۳۸٫۸٪ (اول)       | ۴۱٫۶٪ (اول)       |
| میانگین   | میانگین        | ۲۶٫۳٪             | ۲۸٫۵٪             | ۲۸٫۶٪             | ۳۰٫۱٪             |
| قسمت ویژه | ۲۰ آوریل ۲۰۱۶  | ۱۵٫۳٪ (پنجم)      | ۱۶٫۶٪ (چهارم)     | ۱۷٫۷٪ (چهارم)     | ۱۹٫۵٪ (سوم)       |
| قسمت ویژه | ۲۱ آوریل ۲۰۱۶  | ۱۲٫۳٪ (ششم)       | ۱۳٫۹٪ (پنجم)      | ۱۳٫۶٪ (پنجم)      | ۱۴٫۷٪ (پنجم)      |
| قسمت ویژه | ۲۲ آوریل ۲۰۱۶  | ۱۰٫۹٪ (هفتم)      | ۱۱٫۸٪ (ششم)       | ۱۲٫۲٪ (پنجم)      | ۱۳٫۲٪ (ششم)       |